# Emerich Ranzoni

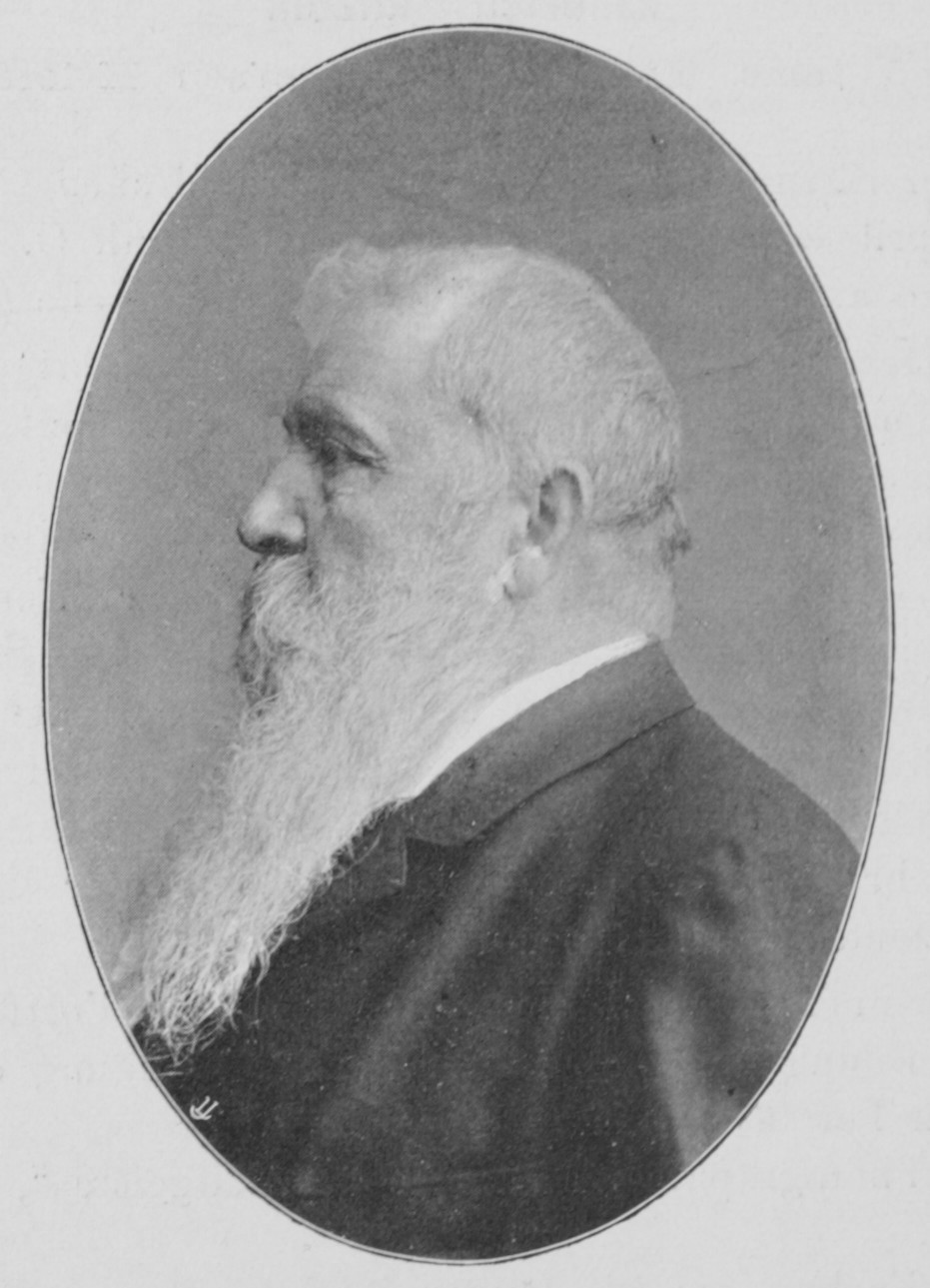
Emerich Ranzoni

Emerich Ranzoni (* 17. Dezember 1823 in Unternalb; † 4. April 1898 in Wien) war ein österreichischer Kunsthistoriker, Schriftsteller und Schauspieler.

## Leben
Ranzoni studierte Philosophie und Jura und war seit 1847 schriftstellerisch tätig. Seine ersten Arbeiten veröffentlichte er in Zeitungen wie den Sonntagsblättern und der Gegenwart. Er war kurzzeitig Sekretär in der Universitäts-Bibliothek Wien und zwei Jahre lang Schauspieler sowie Feuilletonist und Kritiker bei verschiedenen österreichischen Zeitungen. Seit ihrer Gründung war er Kunstkritiker der Zeitung Neue Freie Presse.
Ranzoni starb an den Folgen einer Magenkrebs-Erkrankung.
Der österreichische Maler Hans Ranzoni (der Ältere) war sein Sohn.

## Schriften (Auswahl)
- Malerei in Wien: Mit einem Anhang über Plastik. Lehmann & Wentzel, Wien 1873.
- Wiener Bauten. Lehmann & Wentzel, Wien 1873.
- Drei Geschichten. Manz, Wien 1881.
- Die Canon-Ausstellung. In: Die Kunst für alle. Bd. 1 (1886), Heft 9, S. 124–126.
- Professor Hans Makarts Werke: Heliogravuren nach den Original-Gemälden. Angerer, Wien 1889.
- Jagd und Schiessstand: drei Erzählungen. Künast, Wien 1892.
- mit Franz von Karst u. a. (Hrsg.): Schriftstellerhaus: Mit Beiträgen von Mitgliedern der Genossenschaft „Schriftstellerhaus“ und des Deutschen Schriftstellerverbandes in Wien. Schriftstellerhaus, Wien 1894.
- Moderne Malerei: eine Studie. Hartleben, Wien 1895.
- Das Schöne und die bildenden Künste. Hartleben, Wien 1896 (Digitalisat).